# Cees de Gast
Cees de Gast  (Hank, 15 juni 1942 – Roermond, 8 februari 2024) was een Nederlands etser, lithograaf, linosnijder en schilder. Hij volgde van 1973-1981 een opleiding aan de Academie voor Beeldende Kunsten St Joost in Breda en later aan de Academie voor Beeldende Kunsten in Rotterdam. 
Hij ging na zijn opleidingen wonen in Reuver, waar hij een teken- en schildersschool startte.

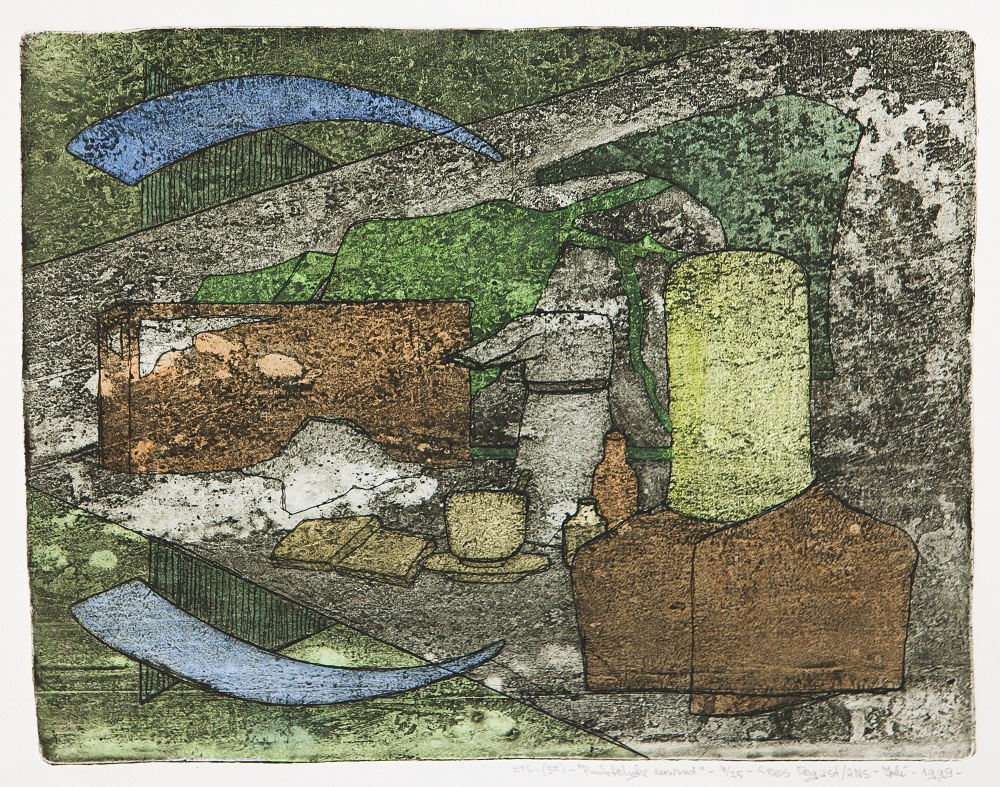
Etswerk van Cees de Gast

- Gemeinsame Normdatei: 172583853
- International Standard Name Identifier: 0000 0000 2524 1135
- Library of Congress Control Number: n84116597
- Nederlandse Thesaurus van Auteursnamen: 070052360
- RKD-Nederlands Instituut voor Kunstgeschiedenis: 21404
- Virtual International Authority File: 55552222
- WorldCat: E39PBJw4B3RtbBCvyCCQVGmmVC